# Nathan Parsons
Nathan Dean Parsons (Adelaide, 16 giugno 1988) è un attore statunitense, nato in Australia.

## Biografia
Nato a Adelaide nel sud dell'Australia, ma cresciuto in Colorado e Texas, dove si è trasferito con la famiglia quando era bambino. Successivamente si trasferisce a Los Angeles per studiare recitare presso la University of Southern California. È membro della Boom Kat Dance Theatre, una compagnia di ballo no-profit con sede a Santa Monica.
Inizia la sua carriera come doppiatore, prestando la voce nelle versioni statunitensi di anime giapponesi per la ADV Films; tra cui Devil Lady, Nadia - Il mistero della pietra azzurra e Nadia e il mistero di Fuzzy, dove ha doppiato il ruolo principale di Jean Roque-Raltique.
Debutta come attore nel 2007 nel film horror Denti, in seguito prende parte al film The Brotherhood V: Alumni. Nel 2009 entra nel cast della soap opera General Hospital, dove fino al 2013 interpreta il ruolo di Ethan Lovett. Per la sua interpretazione nel 2012 ottiene una candidature ai Daytime Emmy Awards come miglior giovane attore in una serie tv drammatica.
Nel 2011 è apparso nel film The Roommate - Il terrore ti dorme accanto, mentre nel 2012 ha recitato nella serie televisiva A passo di danza nel ruolo di Godot. Nel 2014 ha partecipato ad alcuni episodi delle serie The Originals, nella parte del licantropo Jackson. Nello stesso anno entra nel cast della settima e ultima stagione di True Blood nel ruolo del vampiro James Kent, sostituendo Luke Grimes che aveva interpretato il ruolo nella sesta stagione.

## Filmografia

### Cinema
- Denti (Teeth), regia di Mitchell Lichtenstein (2007)
- The Brotherhood V: Alumni, regia di David DeCoteau (2009)
- The Roommate - Il terrore ti dorme accanto (The Roommate), regia di Christian E. Christiansen (2011)
- Pet, regia di Carles Torrens (2016)
- Justice, regia di Richard Gabai (2017)
- Cosa mi lasci di te (I Still Believe), regia di Jon e Andrew Erwin (2020)

### Televisione
- General Hospital – soap opera, 376 episodi (2009-2020)
- State of Georgia – serie TV, episodio 1x05 (2011)
- A passo di danza (Bunheads) – serie TV, 7 episodi (2012-2013)
- Una babysitter pericolosa (The Nightmare Nanny), regia di Michael Feifer (2013) – film TV
- True Blood – serie TV, 8 episodi (2014)
- The Originals – serie TV, 27 episodi (2014-2018)
- Point of Honor, regia di Randall Wallace (2015) - episodio pilota di Amazon Prime Video
- Quando l'amore sboccia (Late Bloomer), regia di W.D. Hogan (2016) - film TV
- Rosewood – serie TV, episodio 2x06 (2016)
- C'era una volta (Once Upon a Time) – serie TV, 8 episodi (2017-2018)
- Roswell, New Mexico – serie TV, 52 episodi (2019-2022)
- Sentirsi a casa (A Feeling of Home), regia di Richard Gabai (2019) - film TV

## Doppiatori italiani
Nelle versioni in lingua italiana dei suoi lavori, Nathan Parsons è stato doppiato da:
- Marco Giansante in The Originals, C'era una volta
- Stefano Crescentini in Cosa mi lasci di te
- Gabriele Sabatini in A passo di danza
- Gianluca Cortesi in True Blood
- Edoardo Stoppacciaro in Roswell, New Mexico